# Wilma Alba Cal
Wilma Alba Cal (La Habana, Cuba; 16 de mayo de 1988) es una compositora cubana. Ha sido galardonada en concursos de composición de la Unión de Escritores y Artistas de Cuba (UNEAC), el Instituto Superior de Arte (ISA), la Asociación Hermanos Saíz (AHS) y el Instituto Cubano de la Música entre otros. Su catálogo está compuesto por obras de cámara, corales, orquestales, electroacústicas, música para teatro, radio y audiovisuales.  
En entrevista para el diario Juventud Rebelde, en enero de 2015, en reconocimiento a su trabajo y logros en su carrera artística se expresa:

"Un manojo de sueños que van y vienen: así es ella. Sueños cuerdos, llegados de estaciones diversas, mansos reveladores que susurran poesía, que convierten en pentagrama las venas y en melodía la sangre. Ella, simplemente, es la música vuelta luz. Wilma Alba Cal quitó temprano los cerrojos de su puerta para que la melodía pasara a ser, caprichosamente, una parte esencial de su espíritu."
Luis Alejandro Rivera Paredes - Lo mejor aún no está hecho - Diario Juventud Rebelde

Más adelante la artista expresa:

"[...] nada debe limitar la creación; siempre será imprescindible defender nuestra música. Seguir trabajando es lo único que hace notable nuestra obra. Creo que aunque se pueda reconocer algún logro dentro de mi carrera, siempre lo más saludable será creer que lo mejor aún no está hecho."
Wilma Alba Cal

## Biografía

### Infancia y formación

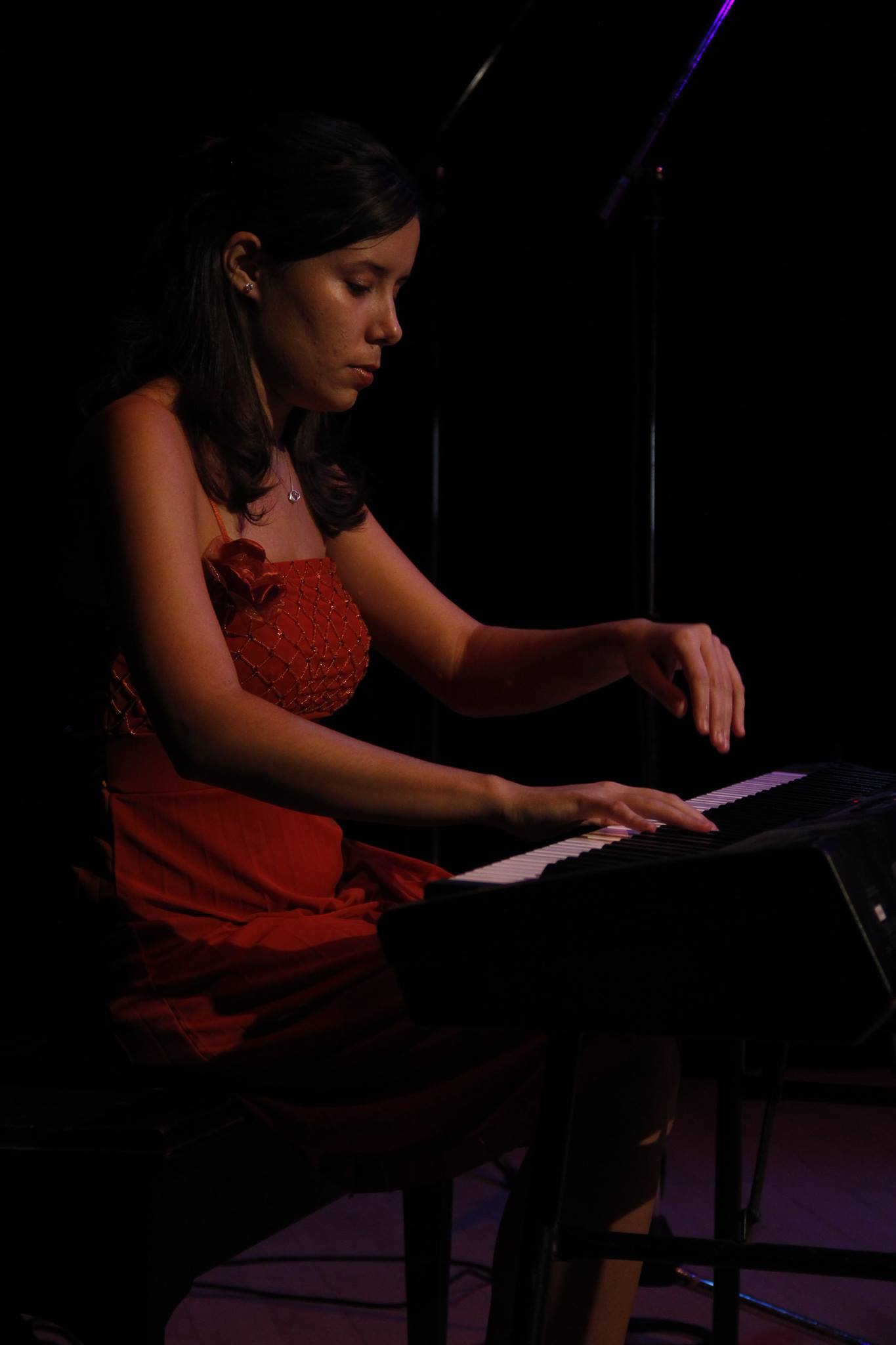
Wilma interpretando al piano una de sus propias creaciones

Wilma Alba Cal nació el 16 de mayo de 1988 en Guanabacoa, La Habana, Cuba. Desde pequeña tuvo la influencia musical de su familia y su variado entorno lo que hizo que comenzara sus estudios en el Conservatorio Guillermo Tomás. En el año 2007 se gradúa de Nivel Medio en la especialidad de Dirección Coral obteniendo Título de Oro. Al año siguiente ingresa en el ISA donde, bajo la tutoría de Juan Piñera, obtiene su Licenciatura en Composición Musical siendo seleccionada una de las mejores graduadas de la institución académica. Posteriormente fue becaria de la Academia de Música y Drama de la Universidad de Gotemburgo, Suecia (primavera de 2012). Cursa un Diplomado en Creación Sonora con Nuevas Tecnologías del Centro Mexicano para la Música y las Artes Sonoras (2017). Actualmente cursa una Maestría en Música en el ISA

## Carrera
Por su formación coral Wilma ha estado muy vinculada a esta rama de la música. Integró el coro Juvenil del Coro Nacional de Cuba en el año 2004, dirigido por Digna Guerra y Ensemble Vocal Luna en el 2010, bajo la dirección de Sonia McCormack. Como parte de su diversidad musical, ha trabajado como asesora, arreglista, productora y compositora de música original para obras de teatro, audiovisuales y radio. También ha participado como productora de grabaciones discográficas y ha sido convocada como jurado de prestigiosos eventos. Integra desde 2013 el catálogo de compositores del Laboratorio Nacional de Música Electroacústica y la Unión Nacional de Escritores y Artistas de Cuba desde 2016 (UNEAC).

### Asesoría Musical
- Simplemente otras dimensiones. Grupo de danza alternativa “Así somos” (del Centro de la Danza) dirigido por Lourdes Cajigal y Vladimir Peraza. (2009)
- Un hombre es un hombre de Bertold Bretch. “Compañía Teatral Rita Montaner” (Centro de Teatro de La Habana) dirigida por Fernando Quiñones. (2010)
- Afuera de Liliam Ojeda. “Compañía Teatral Rita Montaner”, dirigido Amaury Ricardo. (2011)
- Verde verde, filme dirigido por Enrique Pineda Barnet del Instituto Cubano del Arte e Industria Cinematográficos. (2011)
- ¡Ay, Carmela! de José Sanchiz Sinesterra. Proyecto dirigido por Pancho García (Centro de Teatro de La Habana). (2014)

### Banda sonora original
- Sobre nuestro compañero, Roque Dalton, documental. Facultad Arte de los Medios de Comunicación Audiovisual (FAMCA) del ISA. Primer Premio en la categoría de Proyecto Documental en el Festival Internacional de Documentales “Santiago Álvarez In Memoriam” (2014).

- Armonia, corto de ficción con guion y dirección de Sheyla Pool (2014).
- Beatriz y los Papas Malvas, radionovela infantil producida por la FAMCA (2014).
- Nuestra Haydee, documental de Esther Barroso dedicado a Haydee Santamaría, producido por Casa de las Américas y Cubavisión Internacional (2015).[2]
- Villa Rosa, documental de Lázaro González (2016) exhibido en el Festival Internacional del Nuevo Cine Latinoamericano.
- Fenómenos naturales, corto de Marcos Díaz (2016) exhibido en el Festival Internacional de Cine en Guadalajara, México.

### Arreglos Musicales
"Ha sido un gusto, pues me encanta la música de Silvio, que he escuchado desde niña, y también por el hecho de que implicó a artistas de distintas tendencias, y a varios géneros dentro de un mismo tema."
Wilma Alba Cal

- Canción Todo el mundo tiene su Moncada de Silvio Rodríguez, que identificó el segundo Congreso de la AHS (2013) junto a Iván Lejardi y Yadiel Bolaño.[3]
- Música de presentación del programa televisivo La Pupila Asombrada (2014) junto al DJ Lejardi a partir de la canción Escaramujo de Silvio Rodríguez.
- Arreglo coral de Alma CUJAE, de Israel Rojas, Himno por el 50 aniversario de la Ciudad Universitaria José Antonio Echeverría (2014).
- Arreglo coral del tema Oraré, de Israel Rojas con Ensemble Vocal Luna, incluido en el disco “Soy” (2015) de la agrupación Buena Fe.
- Con un poco de amor de Silvio Rodríguez junto a Andy Rubal, tema que identificó el 30 aniversario de la AHS.

### Presentaciones y Conferencias
Sus obras han sido interpretadas en diversos eventos y festivales. Además ha dictado conferencias sobre su trabajo y proceso creativo:
- Festival de Música Contemporánea de La Habana, organizado por la Asociación de Músicos de la UNEAC (2008, 2009, 2010, 2011, 2012 y 2014).[4][5]
- XII Simposio Internacional de Coros en Marktoberdorf (Alemania, 2011).
- Harmonie Festival 2011 (Alemania).
- Festival Mundial de Coros America Cantat 7 (Colombia, 2013).
- Simposio Teórico de la XVII Feria Internacional CUBADISCO organizado por el Centro de Investigación y Desarrollo de la Música Cubana (2013).
- I Taller Internacional de Coros CorHabana 2013.
- XXX Festival Internacional de Coros de Santiago de Cuba (2013).
- Festival Nacional de Música de Cámara “A tempo con Caturla” (Villa Clara, ediciones 2014 y 2015).
- VI Festival de música de cámara Leo Brouwer (Cuba, 2014).
- Festival Internacional de Música y Nuevas Tecnologías Visiones Sonoras X (México, 2014).
- Taller Latinoamericano de Composición (ediciones 2009, 2011, 2013 y 2015) organizado por la Casa de las Américas y la UNEAC durante las acciones del Premio de Composición.
- Flores y balas (San Juan, ediciones 2014 y 2015) evento que organiza el Conservatorio de Música de Puerto Rico.
- Inauguración de la exposición “Cortázar, cartas cruzadas” (2015), expuesta en la Galería Latinoamericana de Casa de las Américas.
- XII Bienal de La Habana: proyecto “Ensayo sobre lo fluido”; en colaboración con el artista plástico mexicano Héctor Zamora, realiza una intervención sonora y lumínica al Gusano del ISA, con la participación de 70 músicos graduados y estudiantes del nivel medio de la enseñanza artística profesional (2015).
- Festival Les Voix Humaines que organiza la oficina Leo Brouwer (2015).[6]

- Proyecto de intercambio y creación cultural “La Revuelta” organizado por el Instituto Cubano de Investigación Cultural “Juan Marinello” (2015).
- Festival Les Voix Humaines (2015) que organiza la oficina Leo Brouwer. Concierto “Voces en la electroacústica”. 6
- CorHabana (2016) XII Festival Internacional de Coros que organiza el Centro Nacional de Música de Concierto.
- ¡Celebra la música! (2016) Proyecto del Ministerio de Cultura de Colombia. Coro Juvenil integrado por 100 niños y jóvenes de distintas regiones del país.
- Focus! (2017) 33 edición del Festival de Juilliard School of Music. New Juilliard Ensemble, dirige Joel Sachs (Estados Unidos).
- New Music Miami ISCM Festival (2017). International Society for Contemporary Music and Florida International University (FIU). Dirige, Orlando Jacinto García.
- Festival Internazionale Green Music – Piegaro (2017) Italia. Ensemble Namaste.

### Experiencia Pedagógica
Posterior a su graduación de nivel medio, y a la par de su trabajo creativo, ha colaborado con la enseñanza artística profesional impartiendo asignaturas como Coro, Arreglo Coral, Historia de la Música Cubana, Análisis Musical, Armonía Popular y Vanguardista y Contrapunto en las conservatorios Conservatorio Guillermo Tomás, Amadeo Roldán y la Escuela Nacional de Arte (ENA).

### Otros
Colabora en la asistencia de producción musical a la grabación discográfica que recoge la integral de conciertos de compositores cubanos para chelo y orquesta, que realiza la discográfica cubana Colibrí (enlace roto disponible en Internet Archive; véase el historial, la primera versión y la última).; chelista: Alejandro Martínez y Orquesta de Cámara de La Habana que dirige Daiana García.
Fue delegada al II Congreso de la AHS de jóvenes artistas. En 2013 integró el jurado de la Beca de Creación Musical “Conmutaciones” que otorga dicha organización.
Integra el catálogo de compositores del Laboratorio Nacional de Música Electroacústica desde 2013.
Ha sido convocada como Jurado del Premio CUBADISCO 2015 y 2017 en la Categoría de Música Electrónica.

## Grabaciones Discográficas
- El canto quiere ser luz (2011) - Coro Nacional de Cuba y Entrevoces - dirige Digna Guerra - discográfica MDG - Premio Echo Klassik de la Academia Fonográfica Alemana 2012[7][8][9][10]
- Cantos de Cuba y del Mundo (2013) - Ensemble Vocal Luna - dirige Wilmia Verrier - discográfica Colibrí (enlace roto disponible en Internet Archive; véase el historial, la primera versión y la última).[9]

- Trasfiguraciones (2015) monográfico grabado en el Oratorio San Felipe Neri - discográfica Colibrí (enlace roto disponible en Internet Archive; véase el historial, la primera versión y la última)..

- CD de la Orquesta de cámara de La Habana (2017), dirige: Daiana García - discográfica Colibrí (enlace roto disponible en Internet Archive; véase el historial, la primera versión y la última)..

## Premios y nominaciones
| Año  | Trabajo nominado                     | Premio | Categoría                                         | Resultado                        |
| ---- | ------------------------------------ | --- | ------------------------------------------------- | -------------------------------- |
| 2008 | Sonata para clarinete y piano        | Concurso de composición “Musicalia” de la facultad de Música del Instituto ISA                                                                     | Obras escritas para uno o dos instrumentos        | Ganadora                         |
| 2009 | Ida y vuelta                         | Concurso de composición “Musicalia” de la facultad de Música del Instituto ISA                                                                     | Obras escritas para formato de 3 a 5 instrumentos | Ganadora                         |
| 2009 | 2 piezas para coro mixto             | Concurso de composición “Musicalia” de la facultad de Música del Instituto ISA                                                                     | Música coral                                      | Ganadora Mención                 |
| 2009 | Descifrando a Bartok                 | Concurso UNEAC de Composición “Harold Gramatges"                                                                                                   | -                                                 | Ganadora Mención                 |
| 2010 | 5 canciones para coro mixto a capela | II Concurso Nacional de Composición “Alejandro García Caturla” de la Agencia Cubana de Derecho de Autor Musical y el Instituto Cubano de la Música | Música coral                                      | Ganadora Primer y Segundo Premio |
| 2011 | Transfiguraciones                    | Beca de Creación Musical “Conmutaciones” otorgada por la AHS                                                                                       | -                                                 | Ganadora                         |
| 2011 | Díptico                              | Concurso de composición “Musicalia” de la facultad de Música del Instituto ISA                                                                     | Música electroacústica                            | Ganadora                         |
| 2014 | Escenas para orquesta                | IV Concurso Nacional de Composición “Alejandro García Caturla” de la Agencia Cubana de Derecho de Autor Musical y el Instituto Cubano de la Música | Música sinfónica                                  | Ganadora                         |

## Interpretaciones de su Música
| Agrupación                                      | Director/a          | Institución                            | País        |
| ----------------------------------------------- | ------------------- | -------------------------------------- | ----------- |
| Coro Entrevoces                                 | Digna Guerra        | -                                      | Cuba        |
| Coro Infantil del Coro Nacional de Cuba         | Delfina Acay        | -                                      | Cuba        |
| Coro D’ Profundis                               | Ladys Sotomayor     | -                                      | Cuba        |
| Ensemble Vocal Luna                             | Wilmia Verrier      | -                                      | Cuba        |
| Coro Vocal Leo                                  | Corina Campos       | -                                      | Cuba        |
| Coro Cantores de Cienfuegos                     | Honey Moreira       | -                                      | Cuba        |
| Coro Profesional de Matanzas                    | José Antonio Méndez | -                                      | Cuba        |
| Vocal Imago de Santi Spíritu                    | Marlene Vega        | -                                      | Cuba        |
| Orquesta Sinfónica de Villa Clara               | Irina Toledo        | -                                      | Cuba        |
| Coral Provincial Infantil de Villa Clara        | Nelys Cañizares     | -                                      | Cuba        |
| Trio Móviles                                    | Osmany Hernández    | -                                      | Cuba        |
| Quinteto Ventus Habana                          | Alina Blanco        | -                                      | Cuba        |
| Coro de Cámara de la Academia de Música y Drama | Gunno Palmqvist     | Universidad de Gotemburgo              | Suecia      |
| Coro de Cámara de Gotemburgo                    | Gunnar Eriksson     | -                                      | Suecia      |
| Coro JOCONDE                                    | Nuria Fernández     | Joven Coro Nacional de España          | España      |
| Alea 21                                         | Manuel Ceide        | Conservatorio de Música de Puerto Rico | Puerto Rico |